# Lew Gallo
Lew Gallo (Mount Kisco, 12 giugno 1928 – Los Angeles, 11 giugno 2000) è stato un attore, produttore televisivo e produttore cinematografico statunitense.
È noto soprattutto per il ruolo del maggiore Joseph Cobb nella serie Twelve O'Clock High, prodotta dall'ABC negli anni'60 e ambientata durante la Seconda guerra mondiale.

## Biografia
Gallo nacque a Mount Kisco, New York, e prestò servizio come fante durante la guerra di Corea. Apparve in numerose serie TV tra cui Gli uomini della prateria, Il dottor Kildare, Lost in Space, F.B.I., Gunsmoke, Ai confini della realtà, Perry Mason, Tales of Wells Fargo, Combat!, Get Smart, Kronos - Sfida al passato. Recitò inoltre nei film  38º parallelo: missione compiuta (1959), Colpo grosso (1960), PT 109 - Posto di combattimento! (1963).
Gallo apparve a Broadway nella commedia Will Success Spoil Rock Hunter? (1955). Come produttore, lavorò a serie come Quella strana ragazza, Love, American Style, La signora e il fantasma e Mike Hammer investigatore privato. Gallo morì l'11 giugno 2000 a Los Angeles, California, all'età di 71 anni. Era sposato da 42 anni con la produttrice televisiva Lillian Gallo, dalla quale ebbe due figli, Mary Ann e Tom.

## Filmografia

### Cinema
- Non voglio morire (I Want to Live!), regia di Robert Wise (1958)
- 38º parallelo: missione compiuta (Pork Chop Hill), regia di Lewis Milestone (1959)
- Strategia di una rapina (Odds Against Tomorrow), regia di Robert Wise (1959)
- Colpo grosso (Ocean's Eleven), regia di Lewis Milestone (1960)
- PT 109 - Posto di combattimento! (PT 109), regia di Leslie H. Martinson (1963)
- Soldato sotto la pioggia (Soldier in the Rain), regia di Ralph Nelson (1963)
- A proposito di omicidi... (The Cheap Detective), regia di Robert Moore (1978)
- Una rockstar in cerca d'amore (Hard to Hold), regia di Larry Peerce (1984)

### Televisione
- Indirizzo permanente (77 Sunset Strip) – serie TV, episodio 1x05 (1958)
- June Allyson Show (The DuPont Show with June Allyson) – serie TV, episodio 2x13 (1960)
- Avventure in paradiso (Adventures in Paradise) – serie TV, episodi 2x03-2x15 (1960-1961)
- Gli uomini della prateria (Rawhide) – serie TV, episodi 3x08-4x03 (1960-1961)
- Gunslinger – serie TV, episodio 1x05 (1961)
- Scacco matto (Checkmate) – serie TV, episodio 2x03 (1961)
- I detectives (The Detectives) – serie TV, episodi 3x03-3x21 (1961-1962)
- Outlaws – serie TV, episodio 2x16 (1962)
- Follow the Sun – serie TV, episodio 1x30 (1962)
- Sotto accusa (Arrest and Trial) – serie TV, episodio 1x03 (1963)
- Dakota (The Dakotas) – serie TV, episodio 1x03 (1963)
- Il virginiano (The Virginian) – serie TV, episodio 2x09 (1963)
- The Lieutenant – serie TV, episodio 1x20 (1964)
- La grande vallata (The Big Valley) – serie TV, episodio 1x24 (1966)
- Codice Gerico (Jericho) – serie TV, episodio 1x08 (1966)
- Squadra speciale anticrimine (The Felony Squad) – serie TV, episodi 1x16-1x26 (1966-1967)
- Kronos - Sfida al passato (The Time Tunnel) – serie TV, episodi 1x04-1x24 (1966-1967)
- Iron Horse – serie TV, episodio 1x23 (1967)